# Liste des seigneurs de la Ferté
Les seigneurs de la Ferté sont les anciens seigneurs de la Ferté-Vidame, aujourd'hui commune d'Eure-et-Loir, connus depuis le Xe siècle.
Un vidame désigne à l'origine celui qui mène l'armée d'un évêque et exerce au nom de celui-ci un certain nombre de droits féodaux. À l'époque moderne, le titre de vidame est intégré à la hiérarchie nobiliaire, et équivalait à celui de vicomte. Certains titres de vidames étaient attachés à des fiefs, d'autres purement héréditaires : les vidames de Chartres relèvent au début de la deuxième sorte, ils n'étaient pas au départ liés à une terre précise et, notamment, pas à La Ferté ; puis sous l'Ancien Régime on associe volontiers les vidames de Chartres à la terre de La Ferté-Arnaud (ou La Ferté-Ernault), devenue La Ferté-Vidame, qu'ils possèdent alors systématiquement jusqu'en 1784. Mais les premiers seigneurs de La Ferté, insistons sur ce point, n'étaient pas les vidames de Chartres.

## Les premiers seigneurs de La Ferté auXesiècle
Les premiers seigneurs de La Ferté-Arnaud[source insuffisante] remontent au Xe siècle et ne sont pas encore à cette époque vidames de Chartres. Ils sont mal connus, on trouve parmi eux des seigneurs Hubert, Hugues... (vers 970, 985).
- Un siècle et demi plus tard, après 1100, on rencontre Guillaume Ier, floruit (fl.) 1101 ; ses frères sont Guy de La Ferté et Hugues d'Étampes, prévôt de la cathédrale Notre-Dame de Chartres et archevêque de Tours de 1134 à 1146. Guillaume Ier est père de : 
  - Ernaud Ier (fl. 1128, mort vers 1140), qui donne son nom à la terre : La Ferté-(Ernault, Ernaud, Ernaut, Arnault, Arnaud) ;
  - Les  coseigneurs et frères puînés d'Ernaud Ier sont Hugues et  Guillaume II de La Ferté dit « de Ferrières » (né vers 1085, mort vers 1130-40), qui épouse vers 1115 Isabelle, vidamesse de Chartres ci-dessous.

## Les premiers vidames de Chartres, jusqu'à la première union avec les sires de La Ferté auXIIesiècle
Les premiers vidames de Chartres[source insuffisante] apparaissent également au Xe siècle, mais ils n'ont pas alors La Ferté. Mal connus eux aussi,  peuvent être cités sous toute réserve : Aubert Ier, fils de Giroard (Girard), et son neveu Guillaume Ier, fils d'Archambaud, lui-même fils de Giroard (à distinguer de la famille de Chartres de Ver-lès-Chartres) : 
- Le fils de Guillaume Ier, Renaud (fl. 1000-1028), d'où : 
  - Aubert II (mort en 1032) et son frère ou fils Hugues Ier (vers 1037-1077 ?), lui-même père de : 
    - Aubert III ;
    - Guerri(c) (ou Werric), fl. 1063, mort en 1102, marié à Hélissende, d'où est issu Hugues II, actif en 1102/1104-1108, peut-être père d'Hugues III (fl. 1126) ;
    - Étienne de Chartres, abbé de St-Jean-en-Vallée-lès-Chartres[3][source insuffisante], patriarche latin de Jérusalem en 1128, mort en 1130 ;
    - Isabelle de Chartres (vers 1090-1150), qui hérite de la vidamie. La vidamesse Isabelle épouse vers 1115 Guillaume II de La Ferté, dit « de Ferrières » ci-dessus, vidame  de Chartres par son mariage, et lui transmet le vidamé ; ils sont les parents de Julienne, dame de la Ferté, et du vidame Guillaume III ci-après.

## DuXIIeauXIVesiècle, séparation entre La Ferté et les vidames
Julienne de Ferrières, la fille d'Isabelle de Chartres et Guillaume II de La Ferté, hérite de La Ferté (mais pas de la vidamie), qu'elle transmet à son mari Evrard Ier de Villepreux (de la Famille du Puiset[source insuffisante], issue des comtes de Breteuil, vicomtes de Chartres ; mort vers 1169, fils de Guy) ; tandis que son frère (ou beau-frère ?) Guillaume III de Ferrières garde la vidamie, mais pas la seigneurie principale de la Ferté (né vers 1115-  1180 ? ; Guillaume III épouse Marguerite, qui serait née vers 1130) : voir plus bas la suite des vidames de Chartres.
(Suite des seigneurs de La Ferté de la Maison du Puiset) : Julienne de Ferrières et son époux Evrard Ier du Puiset transmettent La Ferté et Villepreux à leur fils Ernaud II (Ier) (mort en 1195) puis à trois de leurs petits-enfants, fils d'Ernaud : 
- Ernaud III (ou II) ;
- Evrard II. Villepreux passe ensuite à ses descendants : < Evrard III < Hervé < Pierre du Puiset dit « de Mésalent (Méselan/Mézalant/Maizelan) ou de Richebourg »[5],[6][source insuffisante], avec sans doute des droits conservés sur La Ferté, et donc une part de cette seigneurie : voir plus loin ;
- et leur frère Guillaume IV, mort entre 1226 et 1230 ; mari de Constance de Courtenay, une capétienne, petite-fille du roi Louis VI : parents de Guillaume, Ernaud, Hugues, et d'Alix du Puiset-La Ferté-Ferrières :
  - (Maison de Châteauneuf-en-Thymerais, suivie des vicomtes de Dreux des Maisons de La Roche puis de Dreux-Beu-Bossart) : la part principale de La Ferté-Ernault va à la fille de Guillaume IV, Alix de La Ferté de Ferrières, après la mort de ses frères Guillaume (V), Ernaud (III) et Hugues. Alix épouse Hervé, mort avant 1260, seigneur de Châteauneuf-en-Thymerais en partie et de Brezolles. Même si la postérité d'Alix et Hervé ne dépasse pas leur fils Hugues, il semble bien que La Ferté soit restée principalement aux membres de la famille de Châteauneuf-en-Thymerais issus d'Hugues IV de Châteauneuf (mort vers 1230 ; châtelain de Sorel ; frère d'Hervé de Châteauneuf et Brezolles et donc beau-frère d'Alix de La Ferté ; sans parenté directe avec les anciens seigneurs de La Ferté) et de sa femme la capétienne Éléonore de Dreux, fille du comte Robert II.
    - La fille d'Éléonore de Dreux et d'Hugues IV de Châteauneuf-Sorel, Éléonore de Châteauneuf, nièce d'Hervé de Châteauneuf — le mari d'Alix de La Ferté, comme vu plus haut — épouse Richard de La Roche, vicomte de Dreux, d'où les Châteauneuf de La Roche, vicomtes de Dreux, seigneurs de Châteauneuf en partie, Senonches, Brezolles, Beaussart/Bossart (= Boussard, à Senonches), Dampierre-sur-Blévy, et très probablement aussi de La Ferté comme on vient de le dire[Note 1]. D'où la suite des vicomtes de Dreux, qu'il est plausible, donc, d'admettre aussi comme seigneurs principaux de La Ferté, jusqu'à Gauvain Ier Étienne de Dreux-Bû/Beu et sa sœur Marie ci-dessous : 
      - Richard de La Roche, vicomte de Dreux vers 1261-1300, fils d'Eléonore de Dreux et de Richard de La Roche ci-dessus 
        - son fils Étienne Ier Gauvain, vicomte vers 1300-1327
        - puis sa fille la vicomtesse Marguerite, qui épouse vers 1316 son lointain cousin le capétien Jean Ier de Dreux-Beu (ou Bû) (vers 1290-1347), fils cadet de Robert II de Dreux, vicomte de Beu ; parents de : 
          - Gauvain Ier Étienne de Dreux-Bû-Bossart (1330-1394), vicomte de Dreux depuis la mi-XIVe siècle, d'où la suite des Dreux-Bossart, vicomtes de Dreux, sires de Senonches, Brezolles, Bossart...
          - et sa sœur Marie de Dreux-Bû (morte après 1350) qui épouse Amaury III de Vendôme-(Montoire) (mort en 1368) ci-dessous, et lui transmet La Ferté (probablement la seigneurie principale). Mais Amaury de Vendôme-La Chartre semble aussi possessionné à La Ferté de son propre chef, comme on va le voir.

  - (Autres familles : du Puiset-Villepreux-Mésalent, puis Vendôme) : en effet, il existe sans doute d'autres seigneurs de La Ferté en partie : la descendance de Pierre du Puiset de Mésalant de Richebourg, sire de Villepreux, rencontré plus haut, mari en deuxièmes noces de Mahaut de Poissy dite « de Fresne », possède sans doute des droits conservés sur Fresne et La Ferté-Arnaud.
    - < Philippa de Mésalent[7][source insuffisante], fille de Mahaut de Poissy et Pierre de Mésalent-Richebourg, épouse Jean (Ier) de Vendôme-(Montoire), mort en 1350, sire de La Châtre-sur-le Loir, Gorron, Lassay  branche cadette des Vendôme-Montoire[8][source insuffisante].
      - Ils sont parents d'Amaury III de Vendôme-(Montoire) qu'on vient d'évoquer, mort en 1368, époux de Marie de Dreux-Bû ci-dessus, d'où :
        - Jeanne de Vendôme, qui transmet Villepreux et les droits sur Fresne (Ecquevilly) à son mari Jean de Vieuxpont de Courville, d'où postérité, avec plus tard des alliances Le Baveux de Garencières de Maillebois, puis d'O
        - son frère Robert de Vendôme, mort en 1401, fils de Marie et d'Amaury ; seigneur de Dampierre-sur-Blévy et de La Ferté où il rassemble toute la seigneurie, réunissant les droits paternels des du Puiset-Maizelan-Richebourg-Villepreux et les droits maternels des Châteauneuf-La Roche-Dreux (Beu)-Bossart, comme vu plus haut.

Puis vers 1374-1380 Robert de Vendôme épouse Jeanne de Chartres ou de Meslay, héritière du vidamé comme on va le voir : en devenant le vidame Robert, il transforme La Ferté-Arnault en La Ferté-Vidame. Pour la deuxième fois, et bien plus durablement que la première, le destin de La Ferté recoupe donc celui des vidames de Chartres, qu'on va donc retrouver.

## Les vidames duXIIeauXIVesiècle
(Retour aux vidames de Chartres des Maisons du Puiset-La Ferté-Ferrières, puis de Meslay) : le vidame Guillaume III de Ferrières époux de Marguerite ci-dessus, semble le père de Guillaume IV, époux de Mabile de Lèves (vers 1165-1226 ? ; remariée vers 1215 à Hugues de Fréteval frère de Geoffroi ci-dessous ?), actif dans la deuxième moitié du XIIe siècle ; Guillaume le Trouvère ou de Ferrières, né vers 1155 mort croisé en 1204, serait ce vidame Guillaume 
- Hélisende de La Ferté, dite « de Ferrières », sans doute fille de Guillaume IV, épouse en 1215 Geoffroi de Fréteval, sire de Meslay[9][source insuffisante] né vers 1195 mort en 1245 et lui transmet la vidamie[Note 2], d'où : 
  - Mathieu (= Macé), fl. 1264, 1281, mort après 1291, panetier de France ; père de Guillaume ; Robert ; Guy ; et Alix, épouse de Robert II d'Harcourt d'Avrilly : branche issue de Richard d'Harcourt
  - Son frère Guillaume V de Meslay (mort croisé vers 1249)  
    - Succèdent alors les enfants de Guillaume V : 
      - Marguerite de Meslay, femme de Jean Ier Larchevêque, seigneur de Parthenay
      - Guillaume VI, fl. 1302 (et 1331 ?), époux de Marguerite de Bruyères, parents de :
        - Guillaume VII, fl. 1331 ?, 1375, époux sans postérité d'Elisabeth/Isabeau d'Estouteville, fille de Nicolas/Colart II d'Estouteville de Torcy-Beynes († 1415)
        - Jeanne de Meslay ou de Chartres, vidamesse en 1395 (?), morte en 1407-1408, qui épouse Robert de Vendôme-(Montoire) sire de La Ferté ci-dessus, mort en 1401, d'où trois fils (voir paragraphe suivant).

## DuXIVeauXVIIIesiècle, nouvelle union entre La Ferté et les vidames
(Les Vidames de Chartres, sires de La Ferté-Vidame, de la maison de Montoire-Vendôme restaurent le château de la Ferté-Vidame) 
- Charles de Vendôme, fils de Robert de Vendôme et Jeanne de Meslay, vidame vers 1407-1408, épouse Jeanne d'Angennes en 1404, tante de Jean Ier d'Angennes ;
- Son frère Guillaume VIII, vidame vers 1412[Note 3] ;
- Son frère Jean Ier-II de Vendôme, mort après 1460, vidame en 1437, époux en 1441 de Catherine de Thouars, dame de Chabanais, Confolens, Tiffauges et Pouzauges, veuve de Gilles de Rais ; désormais, les Vendôme vidames de Chartres sont princes de Chabanais et Confolens ; parents de : 
  - Jeanne, épouse de Guillaume de Mello de Saint-Bris
  - Jean II-III de Vendôme, mort vers 1481, vidame vers 1460-1475, gouverneur du Berry en 1466-1481/1482, mari en 1459 de Jeanne de Brézé, fille de Pierre de Brézé seigneur de Nogent et d'Anet, et sœur de Jacques de Brézé, le gendre malheureux du roi Charles VII ; parents de :
    - Jacques de Vendôme (mort en 1507), vidame vers 1482 avec sa tante Jeanne (II) ; Jacques épouse en 1497 Louise Malet de Graville, fille de l'amiral Louis : en 1514 l'amiral obtient Beaussart (à Senonches) de Jacques de Dreux-Bû, arrière-petit-fils du vicomte de Dreux Gauvain Ier Étienne ci-dessus, pour l'offrir à sa fille Louise et son gendre Jacques de Vendôme ; parents de :
      - Louis de Vendôme (1501-mort vers 1527), épouse en 1517 Hélène Gouffier, fille d'Artus duc de Roannais, d'où :
        - François de Vendôme, vidame de Chartres (1523-mort en décembre 1560), sans postérité légitime de sa femme Jeanne de Madaillan d'Estissac ; embastillé en 1560 car sympathisant des Condé et des Montmorency contre les Guise ; endetté, le vidame François vend Chabanais aux Monluc, Confolens à Claude de Châteauvieux et Fromente, bailli de Bresse (suivi de son fils Joachim, gouverneur de la Bastille et chevalier du St-Esprit), Loubert à Bertrand de Salignac, et Dampierre-sur-Blévy (à Maillebois) aux Courcelles du Rouvray.

      - Maisons de Ferrières de Maligny, puis de La Fin : la tante héritière du vidame François, Louise de Vendôme (vers 1500-après 1548), sœur du vidame Louis de Vendôme ci-dessus, et femme en 1519 de François de Ferrières de Maligny (mort vers 1544 ; Ferrières : à Andryes ; cf. aussi Château de Champlevois à Cercy), transmet La Ferté et le vidamé de Chartres à son fils :  
        - Jean III (II) de Ferrières, mort en 1585/86, huguenot, en lutte contre son beau-frère Jean de La Fin. Meslay-le-Vidame est cédée aux d'Angennes : en 1572 ou plus tôt, car il semble que Jean Cottereau trésorier-intendant des Finances de Louis XII, est déjà sire par acquisition de Nogent-le-Roi, Maintenon, Meslay et Montlouet à Gallardon quand sa fille Isabelle (morte vers 1554) épouse en 1526 Jacques Ier d'Angennes (mort en 1562, arrière-petit-fils de Jean Ier d'Angennes ci-dessus. C'est alors Jean Cottereau qui aurait pu offrir Meslay à sa fille et son gendre, pour leurs noces par exemple. La Chartre est cédée en 1572 à Jacqueline de La Trémoïlle-Thouars, morte en 1599, fille de François de La Trémoille et femme de Louis IV de Bueil comte de Sancerre. Le château de Lassay est aliéné en 1572-1592 par Béraude de Ferrières, la sœur héritière du vidame Jean, à Jean de Madaillan
        - Puis la succession du vidamé et de La Ferté passe à Béraude de Ferrières de Maligny, fille de François de Ferrières et Louise de Vendôme, sœur du vidame Jean III, femme en 1559 de Jean II de La Fin de Beauvoir et Lurcy, et mère de : 
          - Prégent de La Fin, né vers 1559, dernier vidame héréditaire de Chartres, marié en 1623 à Suzanne de Montgommery, petite-fille de Gabriel le meurtrier par accident du roi Henri II, mort en 1624 accablé de dettes. Les créanciers se livrent une bataille confuse et féroce : Beaussart, La Ferté-Vidame et la vidamie passent alors vers 1632-35 aux Rouvroy de St-Simon.

- (Dernières Maisons : de Soissons ; de Rouvroy de Saint-Simon ; de Laborde) : Le 19 mai 1635 Claude de Rouvroy, duc de St-Simon (1607-93), favori de Louis XIII et Grand louvetier, achète Beaussart/Boussart en Senonches, plus le château et la terre de la Ferté avec le titre de vidame, à la comtesse de Soissons — la douairière de Soissons, Anne de Montafié (1577-1644), ou bien sa fille Marie (1606-1692, comtesse de Soissons en 1641) — créancière principale des derniers vidames héréditaires. Il épouse en 1672 Charlotte de L'Aubespine (1640-1725) marquise de Ruffec
  - leur fils Louis de Rouvroy, duc de Saint-Simon (1675-1755), célèbre mémorialiste et ami du Régent, en hérite ; marié en 1695 à Marie-Gabrielle de Durfort, fille de Guy Aldonce II de Durfort, duc de Lorges, connu sous le nom de maréchal de Lorges, d'où :
    - Jacques-Louis dit « le duc de Ruffec » (1698-1746), épouse en 1727 Catherine-Charlotte-Thérèse de Gramont (1707-55), fille du maréchal-duc Antoine ; parents de : 
      - Marie-Christine-Chrétienne de Rouvroy de Saint-Simon (1728-1774) et son mari, épousé en 1749, Charles-Maurice Grimaldi de Monaco comte de Valentinois (1727-1798) sont sans postérité.
      - Ils cèdent en 1764, La Ferté et la vidamie au financier Jean-Joseph de Laborde (1724-guillotiné en avril 1794), qui fait reconstruire entièrement le château par Antoine Matthieu Le Carpentier en 1768-1771, mais qui doit vendre le 4 janvier 1784, sur ordre de la Cour, La Ferté-Vidame à Louis de Bourbon, duc de Penthièvre — lui-même dépossédé du château de Rambouillet par Louis XVI en 1783 ; le duc de Penthièvre était le grand-père du roi Louis-Philippe, qui héritera du domaine de La Ferté — tout en gardant les meubles, objets d'art et statues ainsi que le titre de vidame de Chartres : Laborde, richissime traitant, négrier et banquier d'origine espagnole, est donc le dernier vidame de l'Ancien Régime ; postérité de sa femme Rosalie de Nettine, fille de Matthias et Barbe de Nettine.